# Microhypsibius bertolanii
Microhypsibius bertolanii is een soort in de taxonomische indeling van de beerdiertjes (Tardigrada).
Het diertje behoort tot het geslacht Microhypsibius en behoort tot de familie Microhypsibiidae. De wetenschappelijke naam van de soort werd voor het eerst geldig gepubliceerd in 1982 door Kristensen.